# Inge Taubert
Alma Ingeburg Taubert (geb. Weidauer; gesch. Tilhein) (* 11. Oktober 1928 in Zwickau; † 10. Dezember 2009 in Erlabrunn) war eine deutsche Philosophiehistorikerin und Editorin. Sie war Professorin am Institut für Marxismus-Leninismus beim ZK der SED.

## Leben
Inge Taubert war Tochter des einstigen KPD-Funktionärs und späteren Dresdner Oberbürgermeisters Walter Weidauer und seiner Frau Alma Ingeburg Weidauer. Nach dem Besuch der Volksschule, der Handelsschule und einer Vorstudienanstalt legte Taubert 1949 ihr Abitur ab. An der Karl-Marx-Universität Leipzig wurde sie 1961 promoviert. Sie war seit September 1981 ordentliche Professorin am Institut für Marxismus-Leninismus beim ZK der SED in Ost-Berlin.
Taubert bearbeitete einen Band der Marx-Engels-Werke. Sie forschte vor allem zur Geschichte der Theorieentwicklung des jungen Karl Marx (insbesondere zu Die deutsche Ideologie), war aber auch an der Arbeit zur neuen Gesamtausgabe (MEGA2) seiner Werke beteiligt. 1988 wurde Taubert mit dem Vaterländischen Verdienstorden in Silber ausgezeichnet.
Nach 1990 arbeitete Taubert bis zum Jahr 2000 im Karl-Marx-Haus in Trier an der Vorbereitung zur Edition der Deutschen Ideologie von Marx und Engels. Sie war nach der Wende ehrenamtliche Vorsitzende eines Mietervereines in der Nähe der Karl-Marx-Allee in Berlin. Im August 2008 zog sie in eine Wohnung in einem Pflegeheim im Erzgebirge um.
Im Dezember 2009 starb Taubert 81-jährig im  Krankenhaus Erlabrunn. Sie hatte einen Sohn.

## Schriften
- Karl Marx / Friedrich Engels: Marx-Engels-Werke. Band 34. Dietz Verlag, Berlin 1966. (Rolf Dlubek, Erich Kundel, Richard Sperl, Inge Tilbein, Heinz Ruschinski, Anna Krüger, Erika Schumann, Edith Voigt, Walter Schulz)
- mit Bernhard Dohm: Bisher unbekannte Korrespondenzen von Marx aus der „Rheinischen Zeitung“. In: Beiträge zur Geschichte der Arbeiterbewegung. Sonderband. Berlin 1974, S. 46–60.
- Karl Marx und die „Rheinische Zeitung für Politik, Handel und Gewerbe“. Einleitung zu Reprint und Bibliographie der Artikel von Karl Marx in der „Rheinischen Zeitung“, Zentralantiquariat der DDR, Leipzig 1975.
- mit Werner Schuffenhauer: Marx oder Feuerbach? Zur Verfasserschaft von „Luther als Schiedsrichter zwischen Strauß und Feuerbach“. In: Heinrich Scheel (Hrsg.): Beiträge zur Marx-Engels-Forschung. Dem Wirken Auguste Cornus gewidmet. Ansprachen und Vorträge auf dem Festlichen Kolloquium, der deutschen Akademie der Wissenschaften der DDR am 20. September 1973 zu Ehren des 85. Geburtstages des Korrespondierenden Mitgliedes der Akademie der Wissenschaften der DDR Auguste Cornu veranstaltet. Akademie-Verlag, Berlin 1975 (Sitzungsberichte der Akademie der Wissenschaften der DDR, Jg. 1973, Nr. 20), S. 32–54.
- Ein Briefwechsel von 1843. In: Deutsch-Französische Jahrbücher. Zur Authentizität des Textes. In: Beiträge zur Marx-Engels-Forschung 1, Berlin 1977, S. 29–46. Digitalisat
- Probleme der weltanschaulichen Entwicklung von Karl Marx in der Zeit von März 1841 bis März 1843. In: Marx-Engels-Jahrbuch 1. Dietz Verlag, Berlin 1978, S. 205–232. Digitalisat
- Ileana Bauer, Inge Taubert: Ein Hinweis auf ein von Marx vor 1843 gelesenes Buch: „De la Prusse et de sa domination“In: Beiträge zur Marx-Engels-Forschung 2, Berlin 1978, S. 61–70. Digitalisat
- Probleme und Fragen zur Datierung der „Ökonomisch-philosophischen Manuskripte“ von Karl Marx. In: Beiträge zur Marx-Engels-Forschung 3, Berlin 1978, S. 17–36. Digitalisat
- (Rezension): Helmut König: Geist und Revolution. Studien zu Kant, Hegel und Marx.[6]  In: Beiträge zur Marx-Engels-Forschung 13, Berlin 1982, S. 138–139.Digitalisat
- Die Promotion von Karl Marx – Jena 1841. Eine Quellenedition. Eingeleitet und bearbeitet von Erhard Lange, Ernst Günther Schmidt, Günter Steiger, Inge Taubert unter Mitwirkung von Bolko Schweinitz. Dietz Verlag, Berlin 1983.
- Richard Sperl, Inge Taubert: Zu einigen Fragen der Autorschaftsbestimmung. In: Beiträge zur Marx-Engels-Forschung 19, Berlin 1985, S. 111–118. Digitalisat
- Probleme der Aufnahme, der Beschreibung und der Siglierung von Textzeugen in der Ersten Abteilung der MEGA. In: Beiträge zur Marx-Engels-Forschung 19, Berlin 1985, S. 119–125. Digitalisat
- Zur Entstehungsgeschichte des Manuskripts „Feuerbach“ und dessen Einordnung in den Band I/5 der MEGA². In: Beiträge zur Marx-Engels-Forschung 26, Berlin 1989, S. 100–108. Digitalisat
- Engels' Übergang zum Materialismus und Kommunismus. In: Marx-Engels-Jahrbuch 12, Dietz Verlag, Berlin 1988, S. 31–65. Digitalisat
- Wie entstand die „Deutsche Ideologie“ von Karl Marx und Friedrich Engels? Neue Einsichten, Probleme und Streitpunkte. In: Studien zu Marx' erstem Paris-Aufenthalt und zur Entstehung der „Deutschen Ideologie“. Trier 1990 ISBN 3-926132-16-7, S. 9–87 (Schriften aus dem Karl-Marx-Haus Trier 43)
- Die Überlieferungsgeschichte der Manuskripte der „Deutschen Ideologie“. In: MEGA-Studien 1997/2. Berlin 1997, S. 32–48.
- Karl Marx, Friedrich Engels, Joseph Weydemeyer. Die Deutsche Ideologie. Artikel, Druckvorlagen, Entwürfe, Reinschriftenfragmente und Notizen zu „I. Feuerbach“ und „II. Sankt Bruno“. 2 Bände: Text und Apparat, bearbeitet von Inge Taubert und Hans Pelger. Akademie-Verlag, Berlin 2004 ISBN 3-05-003837-3 (Marx-Engels-Jahrbuch 2003) Digitalisat
- mit Margret Dietzen: Das Manuskript „Die wahren Sozialisten“ von Friedrich Engels. Ein Nachtrag zur Konstitution von MEGA² I/5 „Karl Marx, Friedrich Engels, Moses Heß: Die deutsche Ideologie. Manuskripte und Drucke (November 1845 bis Juni 1846)“. In: Marx et autres exilés. Ètudes en l'honneur de Jacques Grandjonc. Réunies par Karl Heinz Götze. Aix-en-Provence: Univ. de Provence, 2002, S. 155–168.